# Јонче Христовски
Јонче Христовски (Битољ, 10. јануар 1931 — Скопље, 15. април 2000) био је један од најпознатијих македонских певача, композитор и текстописац, а прославио се са хитом Македонско девојче чији је аутор (1964).

## Каријера
Основну школу је завршио у Битољу, где је наступао на многим приредбама, фестивалима и  учествовао на неколико такмичења, на којима је освајао значајне наградеe што га је од детињства је повезало са народним фолклором.
Био је члан ансамбла Танец, где је радио од прве године његовог  постојања до преласка на рад на телевизији (1949— 1967). Са ансаблом је почео да стиче праву уметничку зрелост, наступао је замљи и иностранству: Аустралија, Америка, Немачка и у многе друге земље.  Остварио је значајан допринос за резвој Танеца и са ансамблом је учествовао на преко 60 концерата. Посебно су остале забележене његове интерпретације, сценске и кореографске поставке „Калајџиски оро“ и „Мариовска тресеница“. У истом периоду је почео да компонује и ауторске песме у народном стилу „А бре Горе, лажго Горе“, „Тргнала ми мома“, „До две ми сваки седнале“, „Доце, Доце“, као о његова најпознатија песма „Македонско девојче“ (1964), која је обрађена на разним језицима: енглески, немачки, дански, италијански, руски, српски, француски и шпански језик.
Радио је као уредник и поставио темеље за народну музику на ТВ Скопље. Иницирао је низ емисија, а емисија „Распеани градови" (1974) је била једна од најзначајнијих музичких пројеката на Телевизији Скопље.
Био је ожењен и имао је две ћерке: Невену и Олгицу. Његова супруга трагично је настрадала у разорном земљотресу у Скопљу 1963. године, након чега је као самохрани отац наставио сам да се брине о кћеркама. Супрузи је посветио песму „Животе мој“, у којој је опевао њихову велику љубав и несрећу.
Године 2002. у Скопљу је основан ансамбл народних песама и игара која носи његово име, македонска културна и уметничка асоцијација са његовим именом постоји у Немачкој.
Поводом обележавања Дана народног устанка 11. октобра 2002. године постхумно је одликован Медаљом за заслуге за Републику Северну Македонију, која се додељује за велики допринос у неговању, популаризацији и очувању македонске народне и изворне песме, као и за промоцију и афирмацију македонског музичког стваралаштва и културе на међународном нивоу.

## Дискографија
Јонче Христовски је створио сопствени интерпретативни стил, препознатљив и по комуникацији са публиком. Најупечатљивији његови наступи на концертима су када баца капут у публику, али и боемски начин живота који је описао у његовим песама. Поред љубавних песама, певао је патриотске песме које су емотивно везане за Македонце. Снимио је велики број народних изворних песама и написао је бројне песме које је изводио лично, али је писао и за друге извођаче:
- Крчма отвори моме
- Машка клетва ке ти дадам моме[11]
- Малку сакам ич не дават[12]
- Ах љубов, пак љубов (заједно са Драги Митев) и
- Љуби, љуби лудо младо (заједно са Драги Митев)[13]
- Ој, Вардаре македонски
- Некум сакам (са Кочо Петровски)[14]
- Едно име имаме[15]
- Ако умрам ил загинам
- Животе мој
- Мој роден крај
- Куќа имам на Пелистер

Његов најплодни стваралачки период (60-тих и 70-тих година прошлог века), остао је забележен на плочама више продуцијских кућа, док је емитовање ауторских народних песама на радио телевизијама у Југославији започео тек 80-тих година.